# Sury-près-Léré
Sury-près-Léré és un municipi francès, situat al departament de Cher i a la regió de Centre – Vall del Loira. L'any 2007 tenia 555 habitants.

## Demografia

### Població
El 2007 la població de fet de Sury-près-Léré era de 555 persones. Hi havia 224 famílies, de les quals 56 eren unipersonals (24 homes vivint sols i 32 dones vivint soles), 88 parelles sense fills, 76 parelles amb fills i 4 famílies monoparentals amb fills.
La població ha evolucionat segons el següent gràfic:
Habitants censats

### Habitatges
El 2007 hi havia 318 habitatges, 231 eren l'habitatge principal de la família, 67 eren segones residències i 20 estaven desocupats. Tots els 318 habitatges eren cases. Dels 231 habitatges principals, 205 estaven ocupats pels seus propietaris, 23 estaven llogats i ocupats pels llogaters i 3 estaven cedits a títol gratuït; 1 tenia una cambra, 11 en tenien dues, 41 en tenien tres, 66 en tenien quatre i 112 en tenien cinc o més. 186 habitatges disposaven pel capbaix d'una plaça de pàrquing. A 86 habitatges hi havia un automòbil i a 127 n'hi havia dos o més.

### Piràmide de població
La piràmide de població per edats i sexe el 2009 era:
| Homes | Edats   | Dones |
| ----- | ------- | ----- |
| 0     | 95 o +  | 0     |
| 0     | 90 a 94 | 0     |
| 4     | 85 a 89 | 4     |
| 4     | 80 a 84 | 8     |
| 4     | 75 a 79 | 16    |
| 8     | 70 a 74 | 20    |
| 20    | 65 a 69 | 12    |
| 8     | 60 a 64 | 8     |
| 16    | 55 a 59 | 8     |
| 0     | 50 a 54 | 4     |
| 24    | 45 a 49 | 8     |
| 32    | 40 a 44 | 28    |
| 36    | 35 a 39 | 36    |
| 16    | 30 a 34 | 24    |
| 4     | 25 a 29 | 4     |
| 12    | 20 a 24 | 4     |
| 16    | 15 a 19 | 40    |
| 20    | 10 a 14 | 20    |
| 24    | 5 a 9   | 16    |
| 8     | 0 a 4   | 28    |

## Economia
El 2007 la població en edat de treballar era de 365 persones, 254 eren actives i 111 eren inactives. De les 254 persones actives 235 estaven ocupades (136 homes i 99 dones) i 20 estaven aturades (6 homes i 14 dones). De les 111 persones inactives 42 estaven jubilades, 22 estaven estudiant i 47 estaven classificades com a «altres inactius».

### Ingressos
El 2009 a Sury-près-Léré hi havia 241 unitats fiscals que integraven 577 persones, la mediana anual d'ingressos fiscals per persona era de 20.272 €.

### Activitats econòmiques
Dels 13 establiments que hi havia el 2007, 1 era d'una empresa extractiva, 1 d'una empresa de fabricació d'altres productes industrials, 4 d'empreses de construcció, 4 d'empreses de comerç i reparació d'automòbils, 1 d'una empresa de transport, 1 d'una empresa d'hostatgeria i restauració i 1 d'una empresa classificada com a «altres activitats de serveis».
Dels 9 establiments de servei als particulars que hi havia el 2009, 3 eren tallers de reparació d'automòbils i de material agrícola, 2 paletes, 1 guixaire pintor, 1 lampisteria, 1 perruqueria i 1 restaurant.
L'any 2000 a Sury-près-Léré hi havia 9 explotacions agrícoles que ocupaven un total de 762 hectàrees.

## Poblacions més properes
El següent diagrama mostra les poblacions més properes.